# Kimmie Rhodes
Kimmie Rhodes, född 6 mars 1954 i Wichita Falls, Texas, är en amerikansk countrysångerska och singer-songwriter. Rhodes föddes i Wichita Falls, Texas men växte huvudsakligen upp i Lubbock i samma delstat. Hon började sjunga med familjens gospeltrio redan som barn. 1979 flyttade hon till Austin för att börja sin karriär som singer-songwriter och träffade sin man, musikern och musikproducenten Joe Gracey. Rhodes musik kan beskrivas som alternative country eller americana. Hon har samarbetat med bland andra Willie Nelson, Emmylou Harris och Wynonna Judd. Under Emmylou Harris turné 2008 uppträdde Kimmie Rhodes som förband tillsammans med Joe Gracey (basgitarr) och sonen Gabe Rhodes (gitarr), och spelade bland annat på Cirkus i Stockholm.

## Diskografi
Studioalbum
- Kimmie Rhodes and The Jackalope Brothers (1981)
- Man In The Moon (1985)
- Angels Get The Blues (1989)
- West Texas Heaven (1996)
- Rich From The Journey (2000)
- Love Me Like A Song (2002)
- Picture In A Frame (2003) (med Willie Nelson)
- Windblown (2005)
- Small Town Girl (2006)
- Walls Fall Down (2008)
- Miracles on Christmas Day (2010)
- Dreams of Flying (2011)
- Covers (2013)
- Cowgirl Boudoir (2015)

Samlingsalbum
- Jackalopes Moons & Angels: A Collection, 1985-1990 (1997)
- Ten Summers (2005)